# Sans défense (Buffy)
Pour les articles homonymes, voir Sans défense (homonymie).
Sans défense est le 12e épisode de la saison 3 de Buffy contre les vampires. 

## Résumé
Un soir, alors qu'elle combat un vampire, Buffy perd sa force, mais réussit cependant à le tuer. Le lendemain matin, elle s'en inquiète auprès de Giles qui ne semble pas se faire de souci, bien que sa protégée semble avoir perdu toute coordination. L'observateur part en informer Quentin Travers qui lui apprend qu'il s'agit en fait d'un test remontant au XIIe siècle : le Cruciamentum. À l'occasion du 18e anniversaire de la Tueuse, le Conseil la prive de ses pouvoirs, l'enferme et lui fait combattre un vampire. Le bibliothécaire s'oppose à ce test, mais son homologue fait valoir la volonté du Conseil. Ainsi, Giles hypnotise Buffy à nouveau et lui injecte des bêta-bloquants. Le vampire capturé pour le test, Zachary Kralik, un fou dangereux, parvient à s'échapper. Il transforme un de ses gardiens en vampire puis kidnappe Joyce. Giles finit par avouer à Buffy, de plus en plus inquiète, ce qui se passe en réalité, à la grande fureur de la Tueuse. 
En rentrant chez elle, Buffy trouve un message de Kralik qui lui donne rendez-vous dans un immeuble abandonné et s'y rend. Ce dernier la prend en chasse, mais elle parvient à lui dérober les médicaments dont il a besoin et à retrouver sa mère. Il la retrouve et reprend ses médicaments, mais la Tueuse a entre-temps rempli le verre avec lequel il les fait passer avec de l'eau bénite, ce qui détruit le vampire. Elle libère sa mère et Giles tue le vampire que Kralik avait créé. Quentin félicite la jeune fille pour avoir réussi l'épreuve mais, en revanche, renvoie Giles de son poste d'observateur, car il est trop proche de sa Tueuse. Avant de partir, le chef du Conseil la prévient qu'un nouvel observateur lui sera bientôt assigné.

## Statut particulier
Dans cet épisode, Buffy « fête » ses 18 ans en passant l'épreuve du Conseil des Observateurs, dont Giles est renvoyé. Noel Murray, du site The A.V. Club, estime que c'est « l'un des épisodes les plus terrifiants » de la série et que l'idée du Cruciamentum est « formidable et ambitieuse ». Il regrette qu'il y ait « un peu trop de clichés serial killer » mais trouve le dénouement « ingénieux ». Pour la BBC, les scènes entre Buffy et Giles sont « émotionnellement dévastatrices » mais « il y a peu de logique dans ce test » et « l'histoire aurait été beaucoup plus intéressante si Faith s'en était mêlée ». Mikelangelo Marinaro, du site Critically Touched, lui donne la note de A, évoquant un épisode « formidable » qui a quelques « problèmes de rythme » mais est « captivant sur le plan émotionnel » et est « l'un des meilleurs épisodes horrifiques de la série » tout en bénéficiant d'une « merveilleuse interprétation d'Anthony Stewart Head et de Sarah Michelle Gellar ».
De nombreuses références au conte du Petit Chaperon rouge sont présentes :  la jeune fille sans défense qui l’emporte sur le Loup grâce à sa propre ruse comme dans la version italienne du conte, intitulée La Finta Nonna (La Fausse Grand-mère), le manteau rouge que porte la protagoniste et dont le Loup se sert pour tromper la figure maternelle et lui nuire. Sans compter la citation ironique du conte par Kralik à Buffy : « Pourquoi venir te perdre dans la sombre forêt, tu apporte ces délicieuses gâteries à mère-grand ? ». Le rôle de Giles s'apparente quant à lui à celui du chasseur de la version des frères Grimm, intitulé Rotkäppchen (La Capuche rouge).
L'acteur Jeff Kober qui joue Kralik, apparaîtra la même année (en mai 1999) dans l'épisode 20 de la saison 1 de Charmed, Le pouvoir des Deux, interprétant le fantôme Jackson Ward. Il jouera également le sorcier Rack dans la saison 6 de Buffy.

## Distribution

### Acteurs crédités au générique
- Sarah Michelle Gellar : Buffy Summers
- Nicholas Brendon : Alexander Harris
- Alyson Hannigan : Willow Rosenberg
- Charisma Carpenter : Cordelia Chase
- David Boreanaz : Angel
- Seth Green : Oz
- Anthony Stewart Head : Rupert Giles

### Acteurs crédités en début d'épisode
- Kristine Sutherland : Joyce Summers
- Jeff Kober : Zachary Kralik
- Harris Yulin : Quentin Travers

### Acteurs crédités en fin d'épisode
- Dominic Keating : Blair
- David Haydn-Jones : Hobson